# Antepipona sasidharani
Antepipona sasidharani  (лат.) — вид одиночных ос рода Antepipona из семейства Vespidae (Eumeninae).

## Распространение
Южная Азия: Индия (Тамилнад).

## Описание
Красновато-коричневые осы с желтоватыми отметинами, длина около 5 мм. Этот вид можно отличить от сородичей окраской и по следующей комбинации признаков: лоб с крупной пунктировкой; стернит SII не выпуклый у основания; клипеус немного шире длины. Вид был впервые описан в 2002 году.